# Conceição do Coité
Conceição do Coité es un municipio brasileño del estado de Bahía . En 2008 fue estimada por el IBGE una población de 63.318 habitantes.

## Características generales
Posee un área de 1.086,224 km² y una población de más de 60 mil habitantes. Está localizada en la zona fisiográfica del nordeste, al este de Bahía, en la microrregión de Serrinha. La sede del municipio está a 380 metros sobre el nivel del mar.
El municipio de Coité limita en Serrinha (al sur), Retirolândia(al norte), Araci (al este). Riachão del Jacuipe (al oeste), Ichu (al sudeste), y Santa Luz (al noroeste).